# St. Martin (Seuzach)

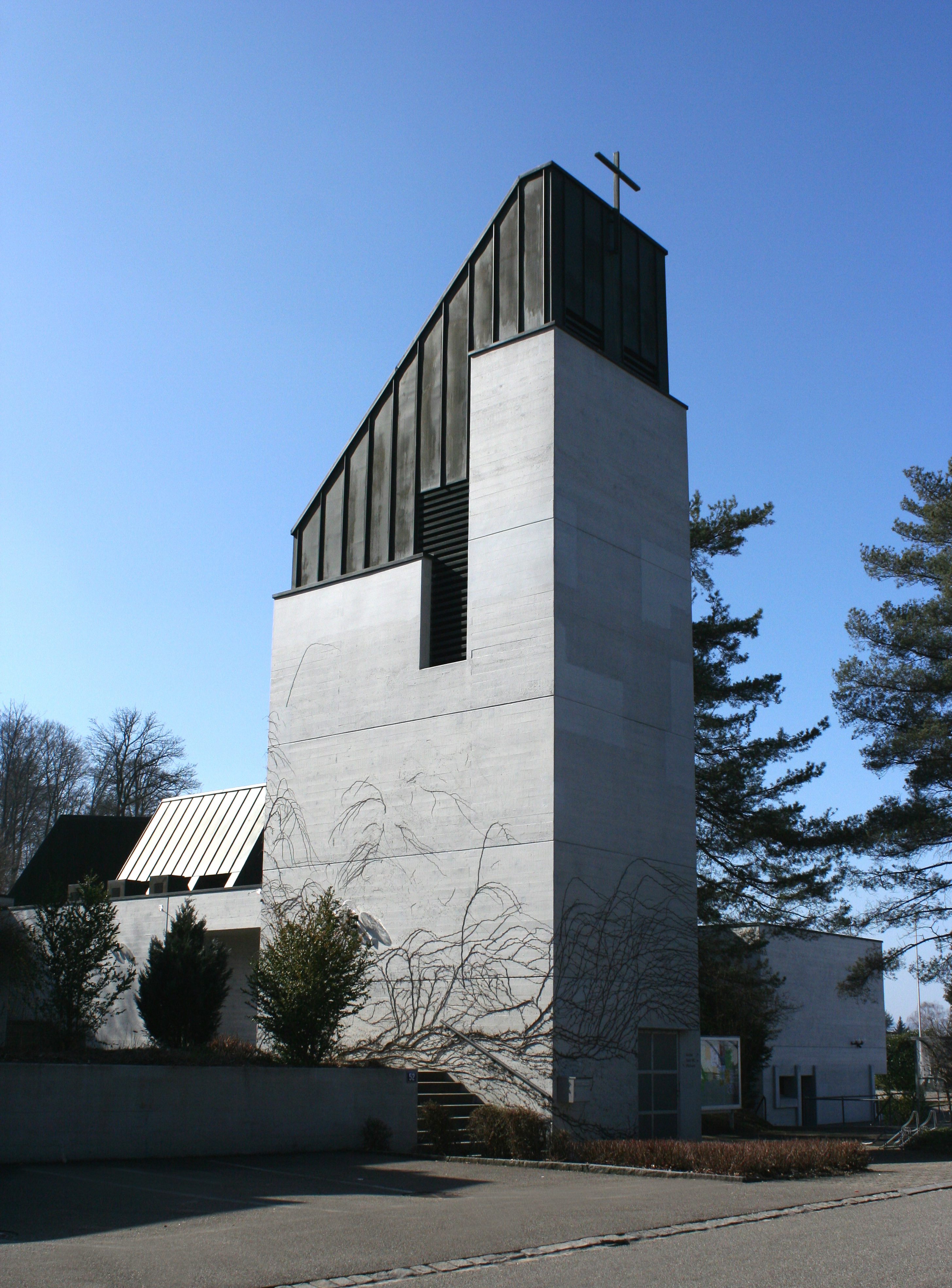
Kirchturm St. Martin

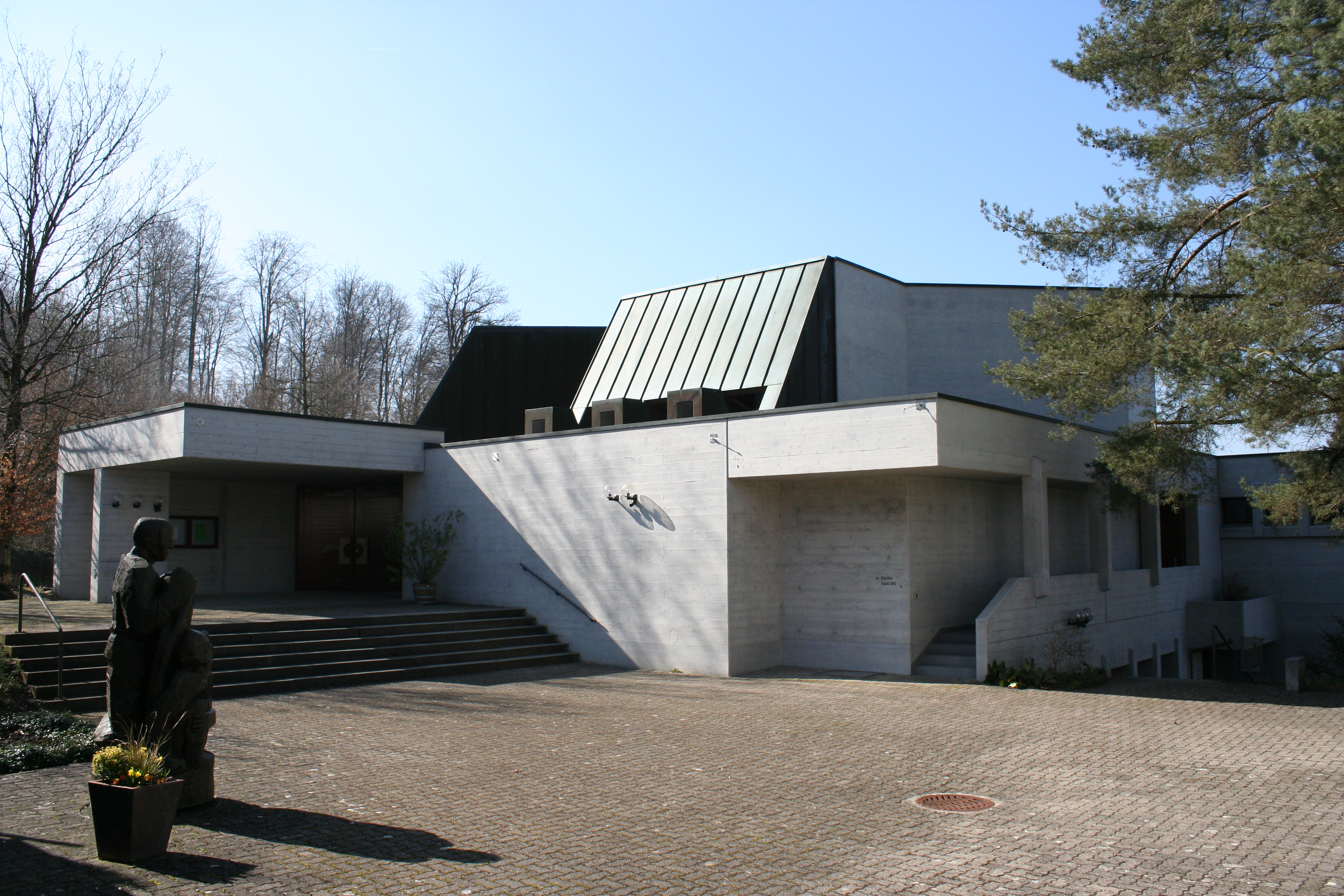
Aussenansicht

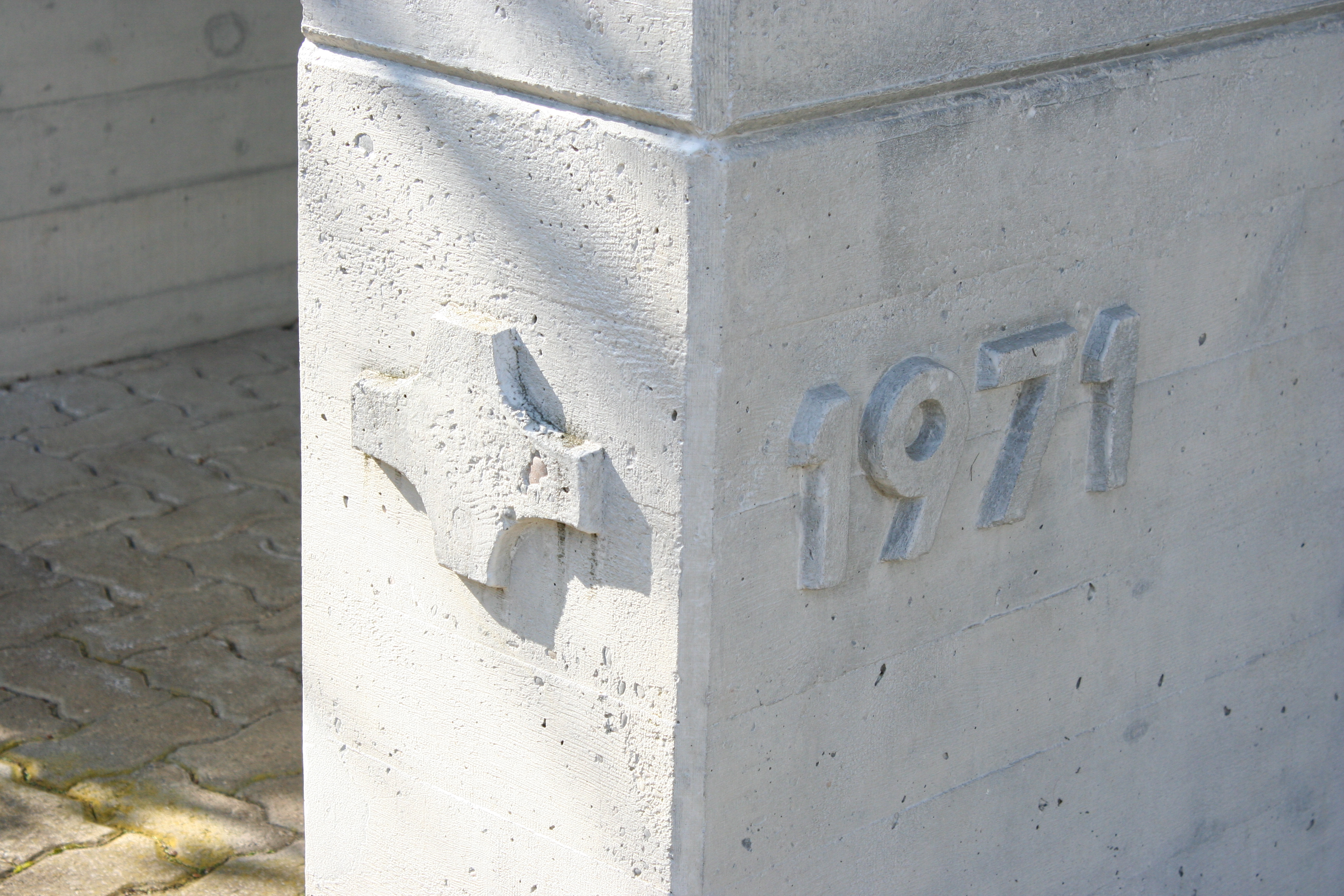
Grundstein

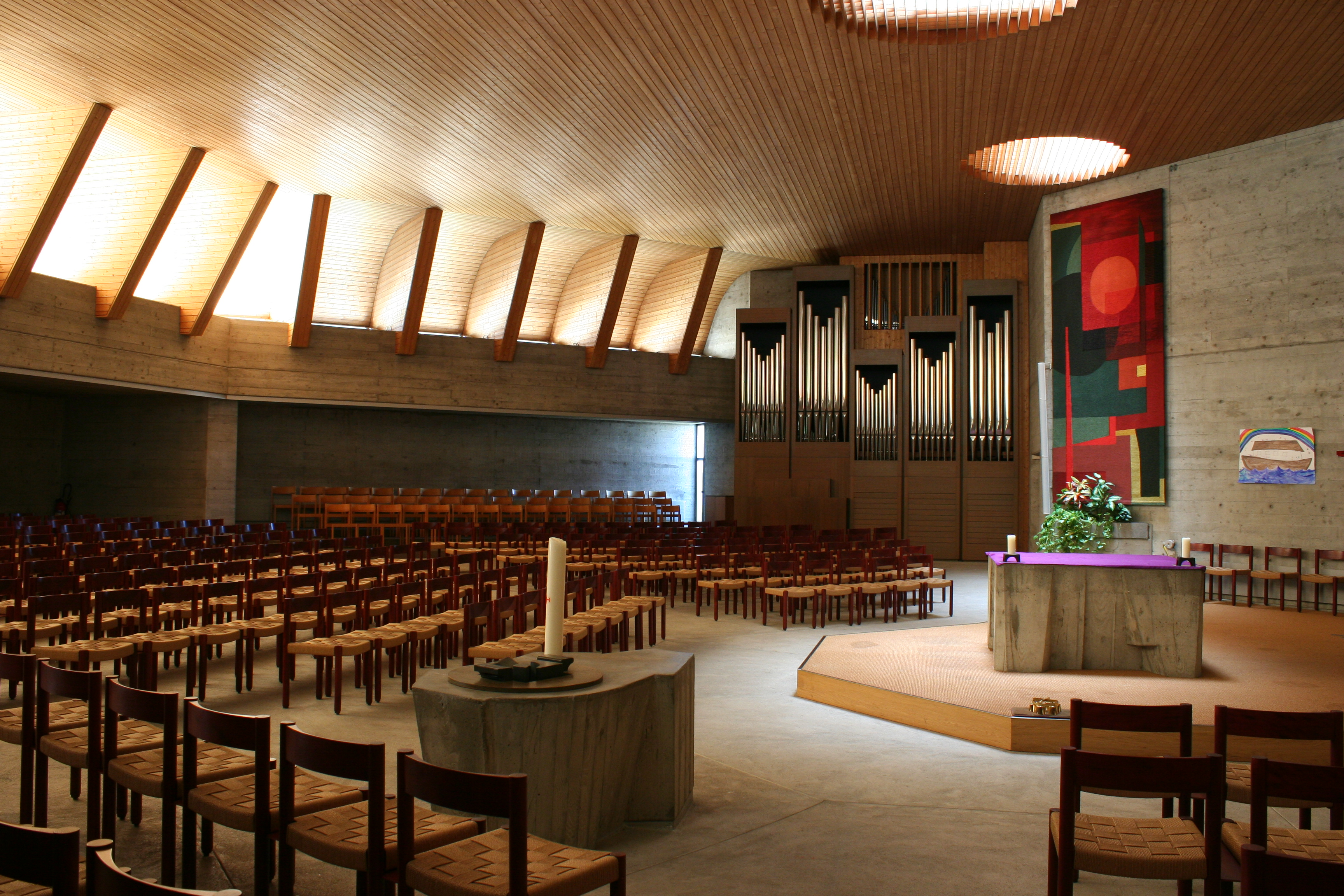
Innenansicht

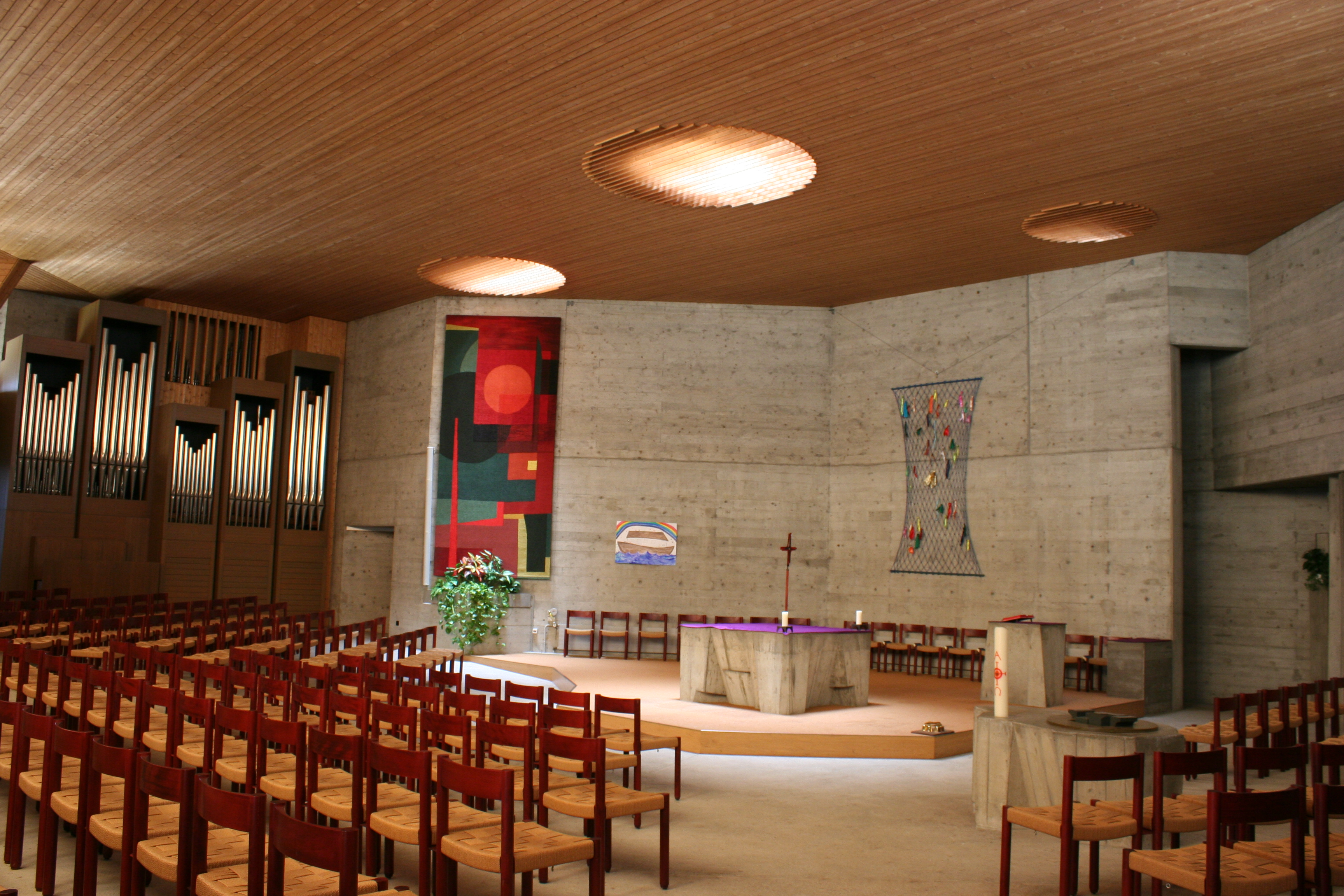
Altarraum

Die Kirche St. Martin ist die römisch-katholische Pfarrkirche von Seuzach im Zürcher Bezirk Winterthur. Sie steht an der Reutlingerstrasse 52. Die dazu gehörige Pfarrei ist zuständig für die Orte Altikon, Dägerlen, Dinhard, Hettlingen ZH, Thalheim und Seuzach.

## Geschichte

### Vorgeschichte und Namensgebung
Die mittelalterliche Kirche von Seuzach wurde am 26. Juni 1131 durch Ulrich II. von Konstanz „zu Ehren unseres Herrn Jesus Christus und des heiligen Kreuzes und der heiligen Jungfrau Maria Mutter Gottes und des heiligen Martin und allen Heiligen“ geweiht worden, wie es in einer Urkunde aus der Zeit heisst. Diese Kirche war ein romanischer Kleinbau mit einem Rechtecksaal, Satteldach und Dachreiter. Im Jahr 1497 erhielt diese Kirche einen polygonalen Chor. Als in Zürich im Jahr 1524 die Reformation durchgeführt wurde, fanden in der Kirche Seuzach ab dem Jahr 1525 reformierte Gottesdienste Statt. Der katholische Kult war im Gebiet des heutigen Kantons Zürich fortan bis ins 19. Jahrhundert verboten. Das Toleranzedikt von 1807 erlaubte im Kanton Zürich erstmals wieder einen katholischen Gottesdienst, allerdings nur in der Stadt Zürich. Im Jahr 1813 appellierten 50 in der Stadt Winterthur wohnhafte Katholiken an die Toleranz der Stadtväter, jedoch erst im Jahr 1862, als das Kloster Rheinau aufgehoben wurde und die weitere Verwendung dessen Vermögens durch den Kanton Zürich gesetzlich geregelt wurde, durfte in Winterthur der erste katholische Gottesdienst seit der Reformation stattfinden. Das sog. Erste zürcherische Kirchengesetz aus dem Jahr 1863 anerkannte neben Zürich auch die katholischen Kirchgemeinden in Winterthur, Rheinau und Dietikon (die letzten beiden waren traditionell katholische Orte), sodass in Winterthur eine katholische Gemeinde aufgebaut werden durfte. Im Jahr 1868 wurde die neu erbaute Kirche St. Peter und Paul im Beisein von Vertretern der kantonalen Regierung samt Staatsschreiber und Dichter Gottfried Keller sowie des Stadtrats von Winterthur eröffnet. Die Gründung weiterer Pfarreien im Kanton wurde jedoch staatlich nicht anerkannt, weshalb diese auf privat- und vereinsrechtlicher Basis aufgebaut werden mussten.

### Entstehungs- und Baugeschichte
Im Zuge der Industrialisierung zogen Arbeiterfamilien aus katholischen Landen in den Kanton Zürich. Da die katholischen Kirchen im traditionell reformierten Kanton nur vereinzelt sesshaft geworden waren, mussten für den Gottesdienst weite Wege zurückgelegt werden. Die katholischen Bewohner der Gemeinden nordöstlich von Winterthur wurden von der Pfarrei St. Marien Oberwinterthur betreut. Als der Wunsch nach eigenen Gottesdiensten grösser wurde, errichtete man im Jahr 1939 für die Katholiken den Gemeinden bei Rickenbach ZH und Seuzach einen eigenen Seelsorgebezirk, welcher aber weiterhin der Pfarrei St. Marien in Oberwinterthur angegliedert blieb. Im gleichen Jahr wurde in der Wirtschaft Zur Mühle in Rickenbach die erste Messfeier im neuen Seelsorgebezirk gefeiert. Als während des Zweiten Weltkriegs französische und polnische Soldaten in Seuzach stationiert waren, fanden für diese im Saal des Gasthauses Linde katholische Sonntagsgottesdienste statt, zu denen die katholische Wohnbevölkerung von Seuzach ebenfalls eingeladen war. Nach dem Fortgang der Soldaten aus Seuzach entstand der Wunsch, weiterhin katholische Gottesdienste zu feiern. Deshalb wurde in der Garage der Spenglerei Meier an der Stationsstrasse eine erste Kapelle eingerichtet, in der ab dem Jahr 1942 regelmässige Gottesdienste stattfanden. Im Jahr 1956 wurde der Bauplatz für die Kirche St. Josef (Rickenbach-Sulz) gekauft. Dort errichteten die Katholiken mit viel Eigenleistung in den Jahren 1957–1958 die Kirche, welche 1958 eingeweiht wurde. 1959 erfolgte die Gründung der Stiftung St. Martin, Seuzach für den Erwerb des Baugrundstücks an der Reutlingerstrasse in Seuzach. Nach der staatlichen Anerkennung der katholischen Kirche im Kanton Zürich im Jahr 1963 bildete sich die katholische Kirchgemeinde Rickenbach-Seuzach mit den politischen Gemeinden Altikon, Bertschikon, Dägerlen, Dinhard, Ellikon, Elsau, Hettlingen, Rickenbach, Seuzach, Thalheim und Wiesendangen. Um die Seelsorge, den Gottesdienst, den Religionsunterricht und die karitativen Belange in Sulz-Rickenbach zu fördern, wurde im Jahr 1966 die Stiftung St. Josef gegründet. Im Jahr 1968 erfolgte die Errichtung des Pfarrrektorates Rickenbach-Seuzach, welches der Pfarrei St. Marien in Oberwinterthur angegliedert blieb. Am 3. Juli 1971 wurde der Grundstein der Kirche St. Martin in Seuzach gelegt, welche nach den Plänen der Architekten Robert Tanner und Felix Loetscher errichtet wurde. Der Bischof von Chur, Johannes Vonderach, weihte die fertiggestellte Kirche am 2. Juli 1972. Im gleichen Jahr wurden St. Martin in Seuzach und St. Josef in Sulz-Rickenbach zu eigenständigen Pfarreien erhoben und von St. Marien Oberwinterthur abgetrennt.
Die Pfarrei St. Martin Seuzach gehört zusammen mit der Pfarrei St. Stefan Wiesendangen zur gemeinsamen Kirchgemeinde. Diese ist mit ihren 5'836 Mitgliedern (Stand 2021) eine der grösseren katholischen Kirchgemeinden des Kantons Zürich.

## Baubeschreibung und künstlerische Ausstattung

### Kirchturm und Äusseres
Die St. Martin-Statue auf dem Kirchenplatz schenkte sich die Pfarrei zum 25. Jubiläum. Der Künstler Werner Ignaz Jans hat den heiligen Martin "in unsere Zeit transferiert. Der Bettler sitzt am Rand des Sockels, kippt beinahe aus der Gesellschaft. Er steht für Arbeitslose, alte Menschen, Flüchtlinge, Drogensüchtige – sie frieren alle. Der heilige Martin zeigt Erbarmen. Er ist vom Ross im Seuzacher Wappen heruntergestiegen und gibt dem Bettler Mantel und Schutz. Für seine gute Tat erfährt der Hl. Martin das Glück des Gebens. Die Gans aus der Martinslegende rundet die Darstellung ab."
Der freistehende Glockenturm beherbergt ein vierstimmiges Glockengeläut:
| Glocke | Gewicht  | Durchmesser | Schlagton | Widmung      | Inschrift                                                                        |
| ------ | -------- | ----------- | --------- | ------------ | -------------------------------------------------------------------------------- |
| 1      | 1340 kg0 | 1350 mm     | es1       | St. Martin   | „Wenn Gott uns so sehr geliebt hat, dann müssen auch wir einander lieben“        |
| 2      | 712 kg   | 1070 mm     | g1        | Bruder Klaus | „Seid fröhlich in der Hoffnung, geduldig in der Trübsal und beharrlich im Gebet“ |
| 3      | 400 kg   | 0890 mm     | b1        | Muttergottes | „Selig bist du, da du geglaubt hast“                                             |
| 4      | 285 kg   | 0790 mm     | c2        | Schutzengel  | „Er steht mir zur Rechten, damit ich nicht wanke“                                |

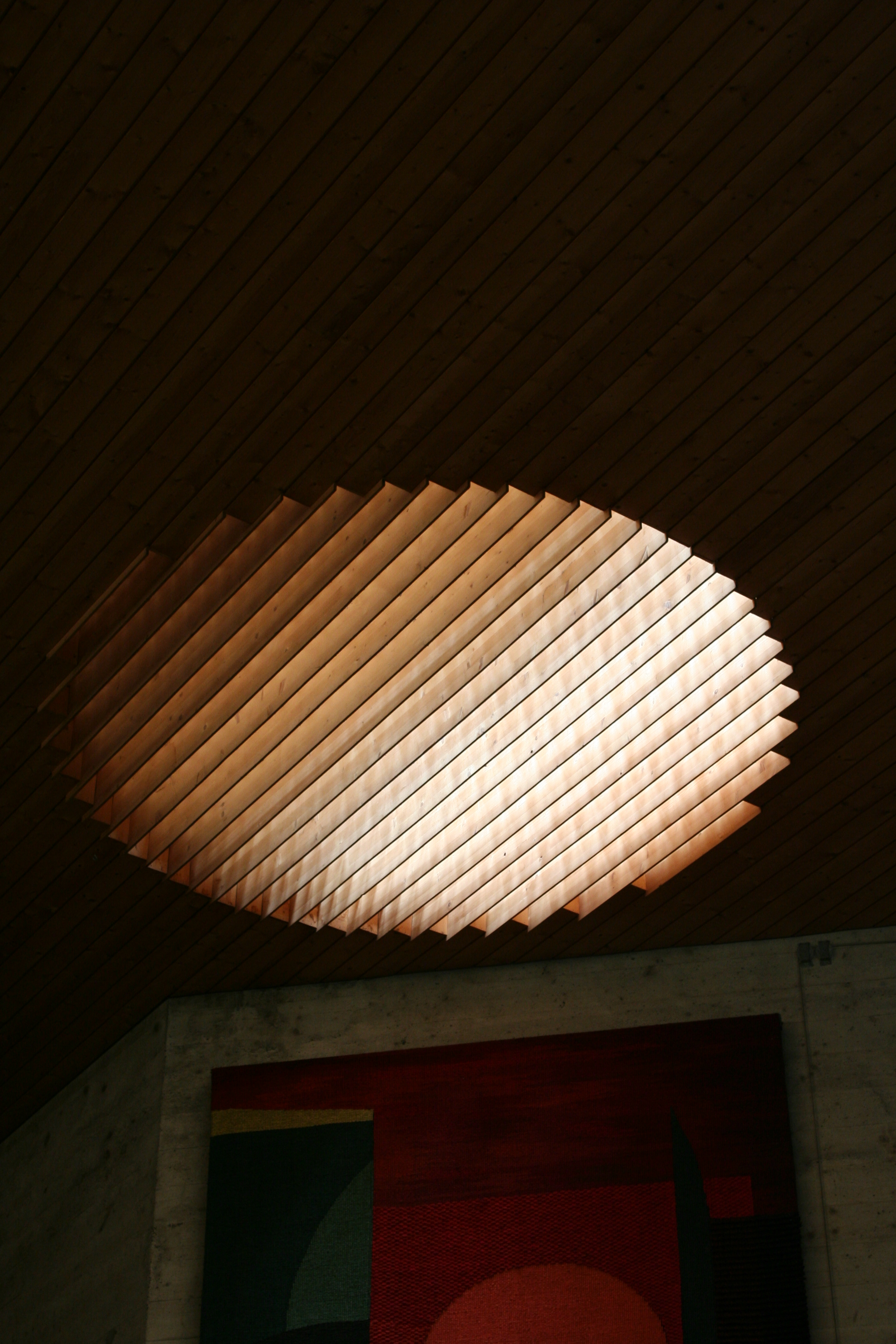
Lichtführung
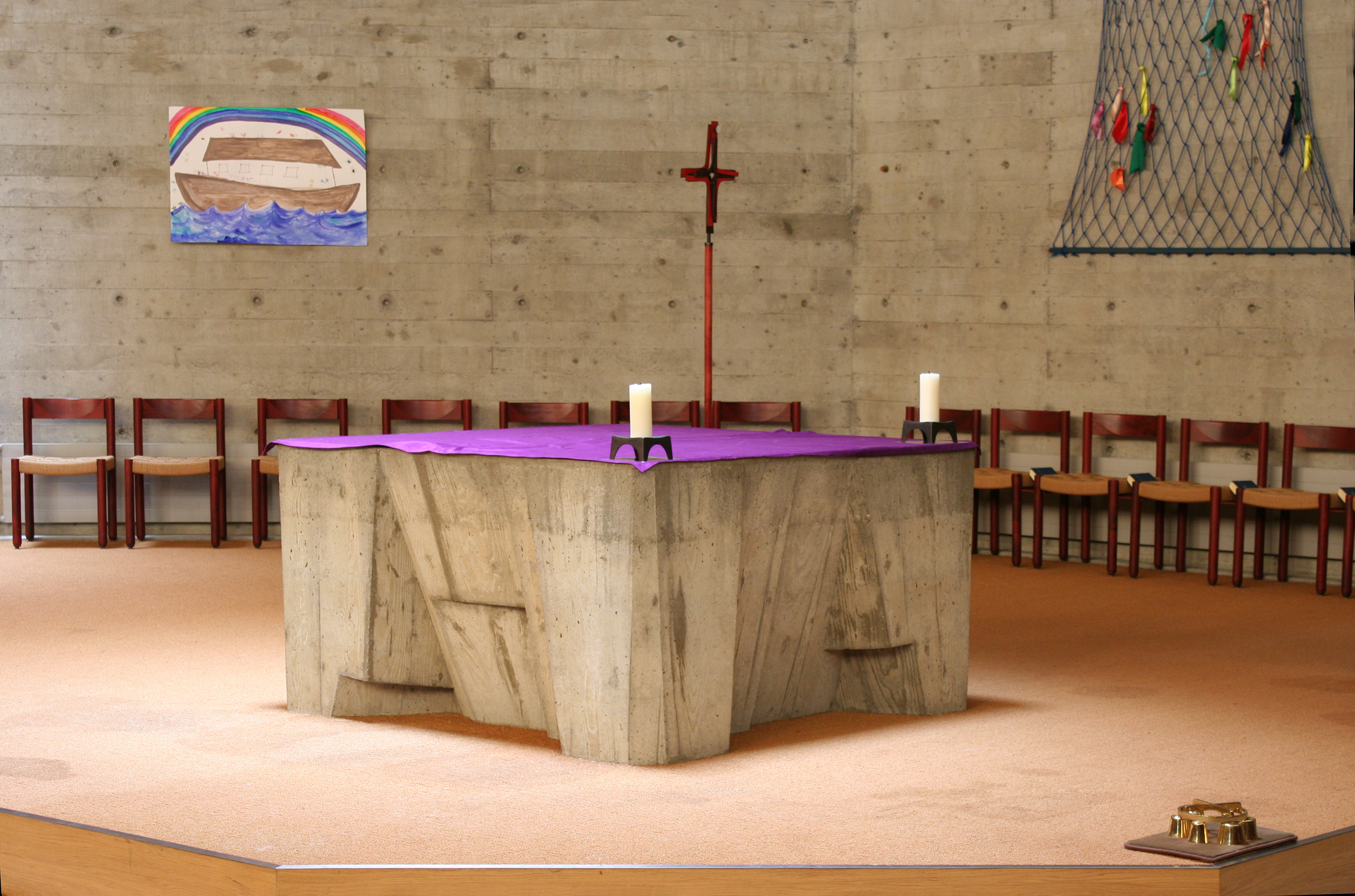
Altar von Ro Studer-Koch
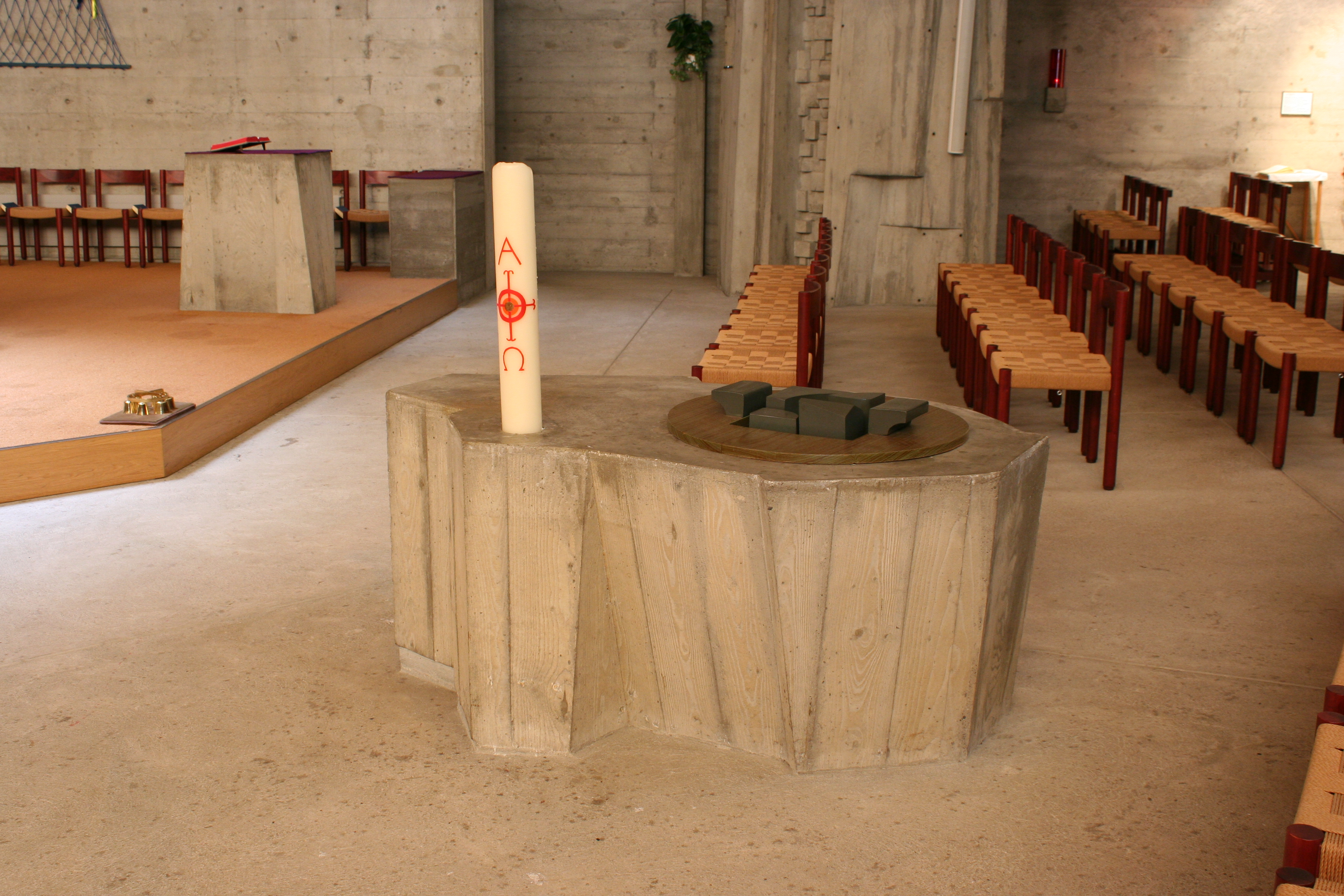
Taufstein
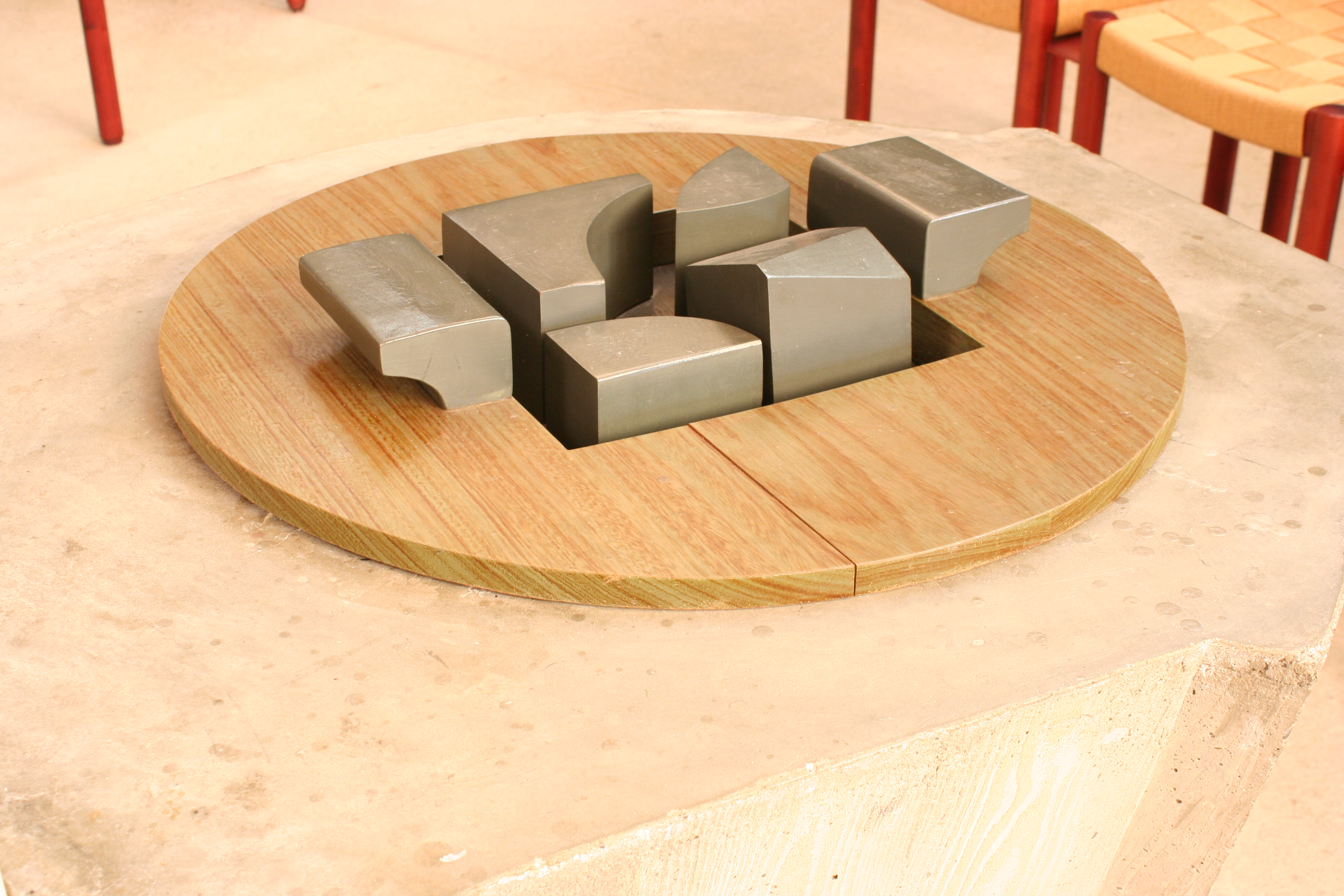
Deckel des Taufsteins
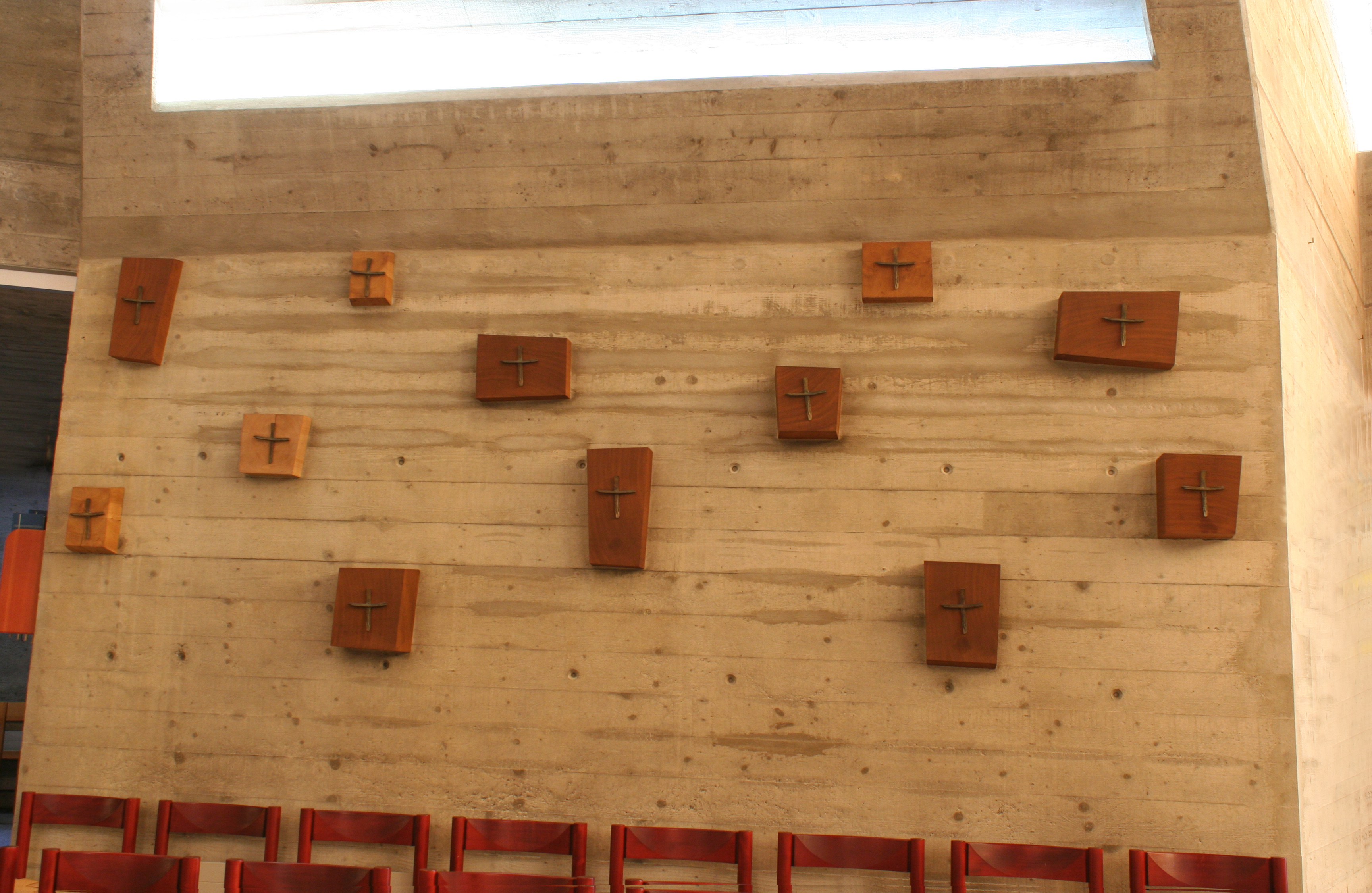
Apostelkreuze

### Innenraum und künstlerische Ausstattung
Das Projekt des Kirchbaus an der Reutlingerstrasse begann 1968 mit einem Architekturwettbewerb, den die Architekten Tanner und Loetscher gewannen. Die Kirche selbst und die künstlerische Ausgestaltung durch die Künstlerin Rosa Studer-Koch sind als Gesamtwerk zu betrachten. Dabei kommt dem Material Beton in seiner Eigenart eine wesentliche Aussagekraft zu.
Das Ziel war, die innere Abhängigkeit von Architektur und Kunst aufzuzeigen und alles Monumentale zu vermeiden. Raum und Form ordnen sich dem jeweiligen Geschehen unter. Die Tabernakelwand, als kraftvoll strukturierter, gebündelter Pfeiler, trägt das Volumen über dem Andachtsraum. Die Tabernakelwand betont die Aufwärtsbewegung durch das Relief vom Boden zur Decke. Dieses Relief symbolisiert die Jakobsleiter, ein Motiv, das die Künstlerin Ro Studer-Koch auch in der Kirche St. Petrus in Embrach bei der Tabernakelwand aufgegriffen hat. Die Jakobsleiter „die Jakob im Traum sah, erlaubt sowohl den Aufstieg in höhere Sphären als auch das Zurückkommen zur Erde.“ Der Tabernakel befindet sich in einer Gebetsnische in der Tabernakelwand verborgen und besteht aus Bronze. Altar und Ambo wurden ebenfalls von Rosa Studer-Koch geschaffen und bilden aus Beton gefertigt das Zentrum des Kirchenraumes. Der Taufstein – ebenfalls ein Werk von Rosa Studer-Koch –  nimmt die Formensprache des Altars auf und enthält ein Taufbecken, das von Robert Schoffat aus Fayence (glasierte Tonware) gestaltet wurde. Diese Fayence zeigt einen Spross, in welchem das Kreuz zu erahnen ist. Verschlossen wird der Taufstein von einem Deckel, der mit seinen kubischen Elementen den Bezug zur Kirchenraumgestaltung von Ro Studer-Koch aufnimmt. Ebenfalls von ihr stammen die zwölf individuell geformten Bronzekreuze an der Wand nahe dem Taufstein. Diese Apostelkreuze symbolisieren die zwölf Jünger Jesu. Von Josef Caminada stammt das Vortragskreuz im Altarraum. Es nimmt die Farben des grossen Wandteppichs auf, der eigens von Rosa Studer-Koch für diesen Kirchenraum geschaffen wurde. Der Wandteppich setzt in dem vom Beton bestimmten Raum einen starken Farbakzent. Der Wandteppich entstand anstelle einer Marienfigur und verweist auf das Weihnachtsthema, im Besonderen auf den Weg nach Bethlehem und die Geburt im Stall. Für Ro Studer-Koch ist dieser Wandteppich ein Zeichen für „das Unterwegssein. Das kleine hellgelbe Quadrat symbolisiert das Licht, das an Weihnachten in die Finsternis gebracht wurde.“ Das Spiel der Formen und Farben soll die frohe Botschaft «Christus ist geboren, Maria hat uns den Erlöser, das Licht der Welt geschenkt» vermitteln.
Eine Kopie der Krumauer Madonna wurde 1983 angeschafft. Sie ist geschnitzt in Lindenholz antik gefasst und blattvergoldet. Das Original-eine Steinhauerarbeit um 1400 in Südböhmen (Krumau / Český Krumlov) befindet sich heute im Kunsthistorischen Museum in Wien. Als Meister der Krumauer Madonna wird der gotische Bildhauer bezeichnet, der um 1390 oder 1400 in Böhmen die Figur einer Maria mit Jesuskind geschaffen hat. Diese als Krumauer Madonna bekannte ursprünglich farbig bemalte Plastik aus Kalksandstein wurde 1910 in einem Privathaus der südböhmischen Stadt Krumau entdeckt und erhielt so ihren Namen. Nach diesem einzigen fest zuzuordnenden Werk wurde dem namentlich nicht bekannten Meister der Krumauer Madonna sein Notname gegeben.

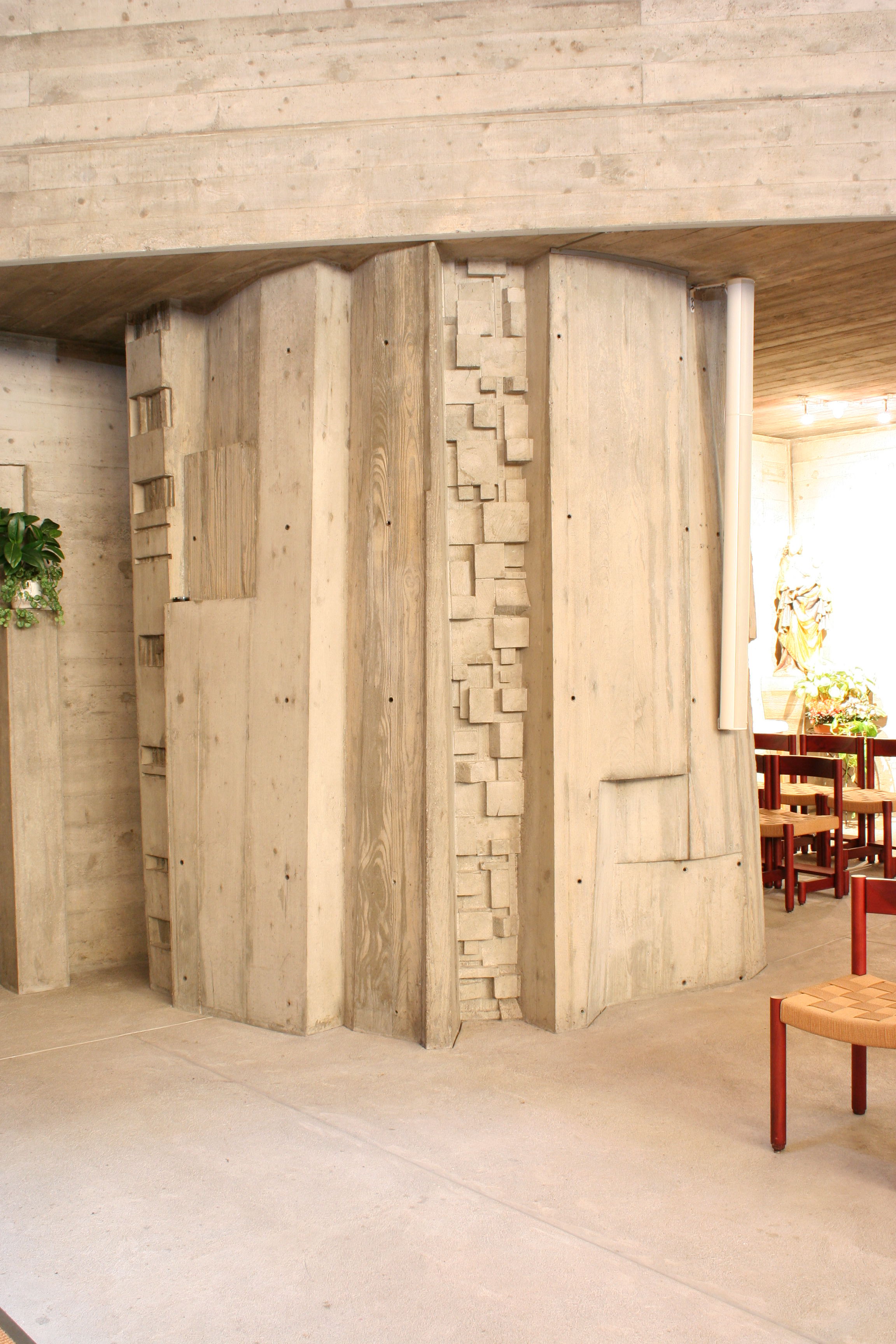
Tabernakelsäule
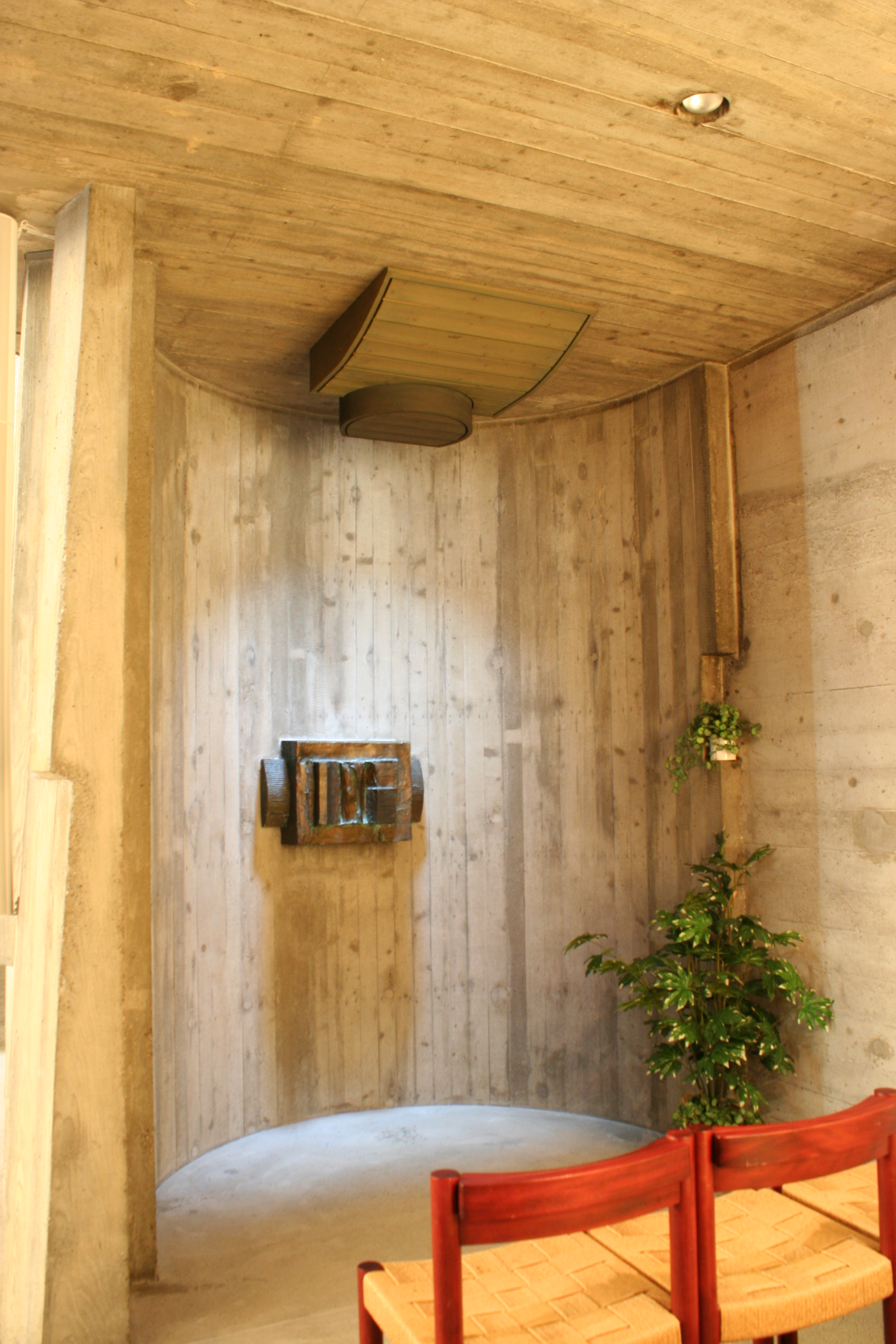
Tabernakelnische
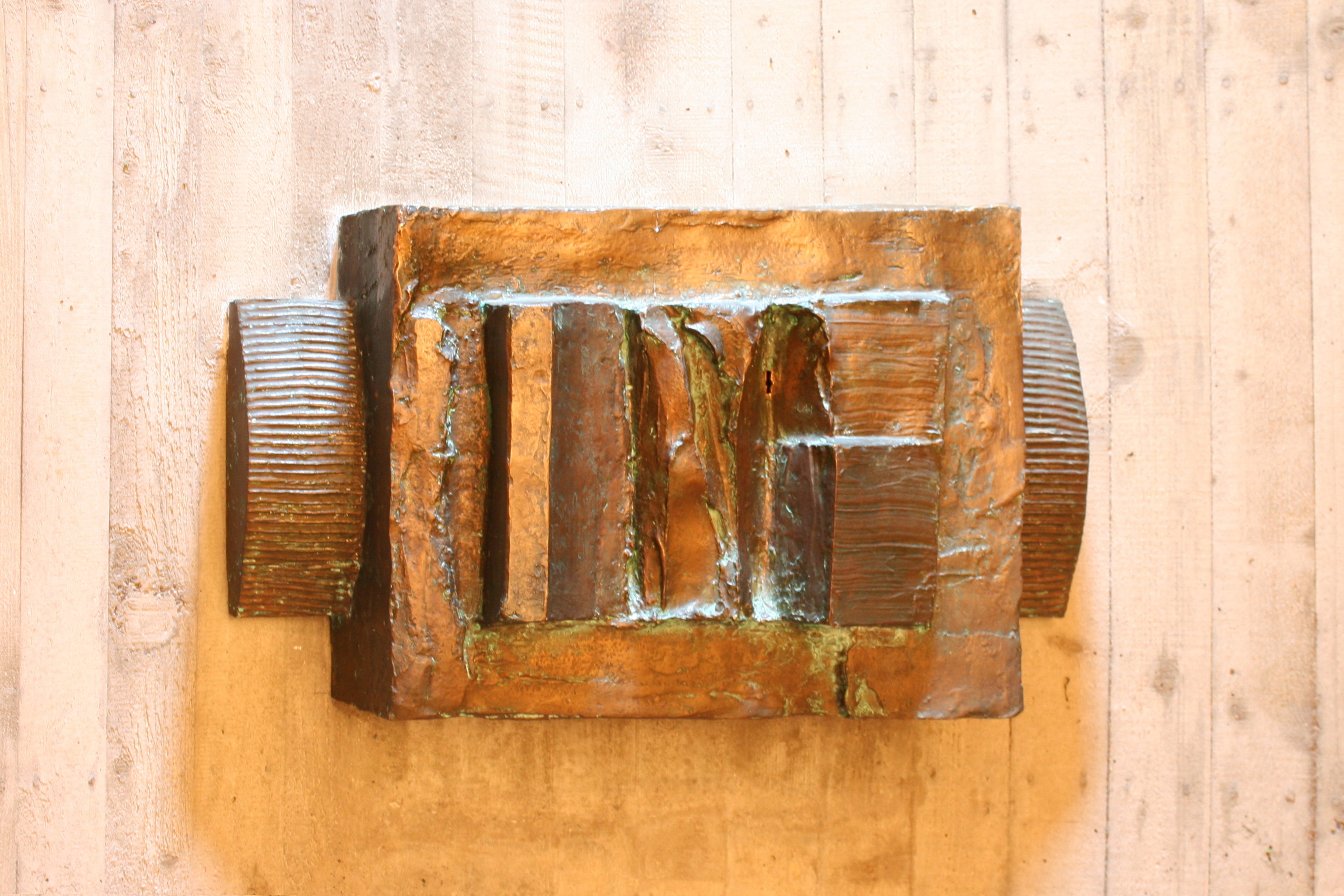
Tabernakel
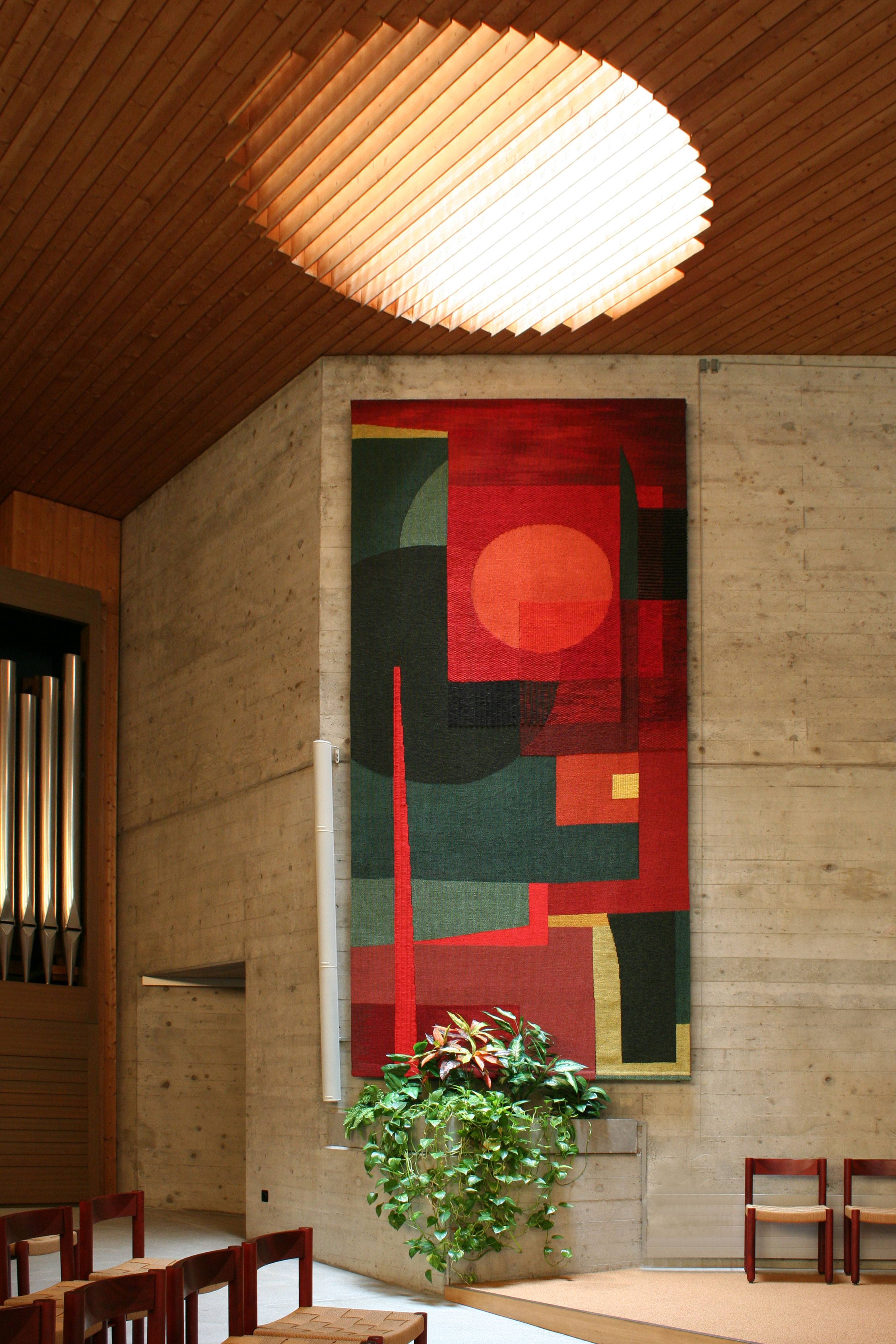
Wandteppich
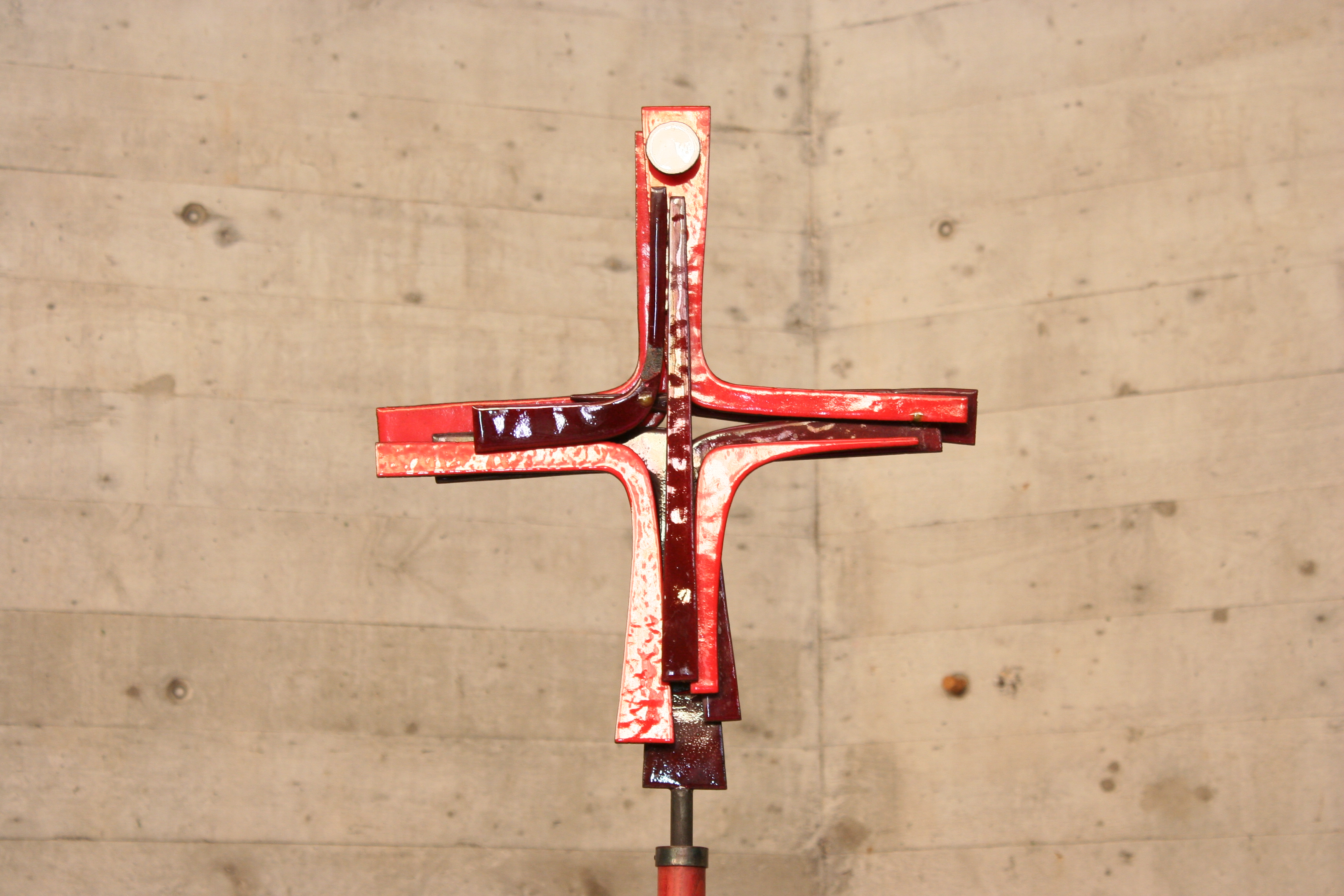
Vortragekreuz von Josef Caminada

### Orgel

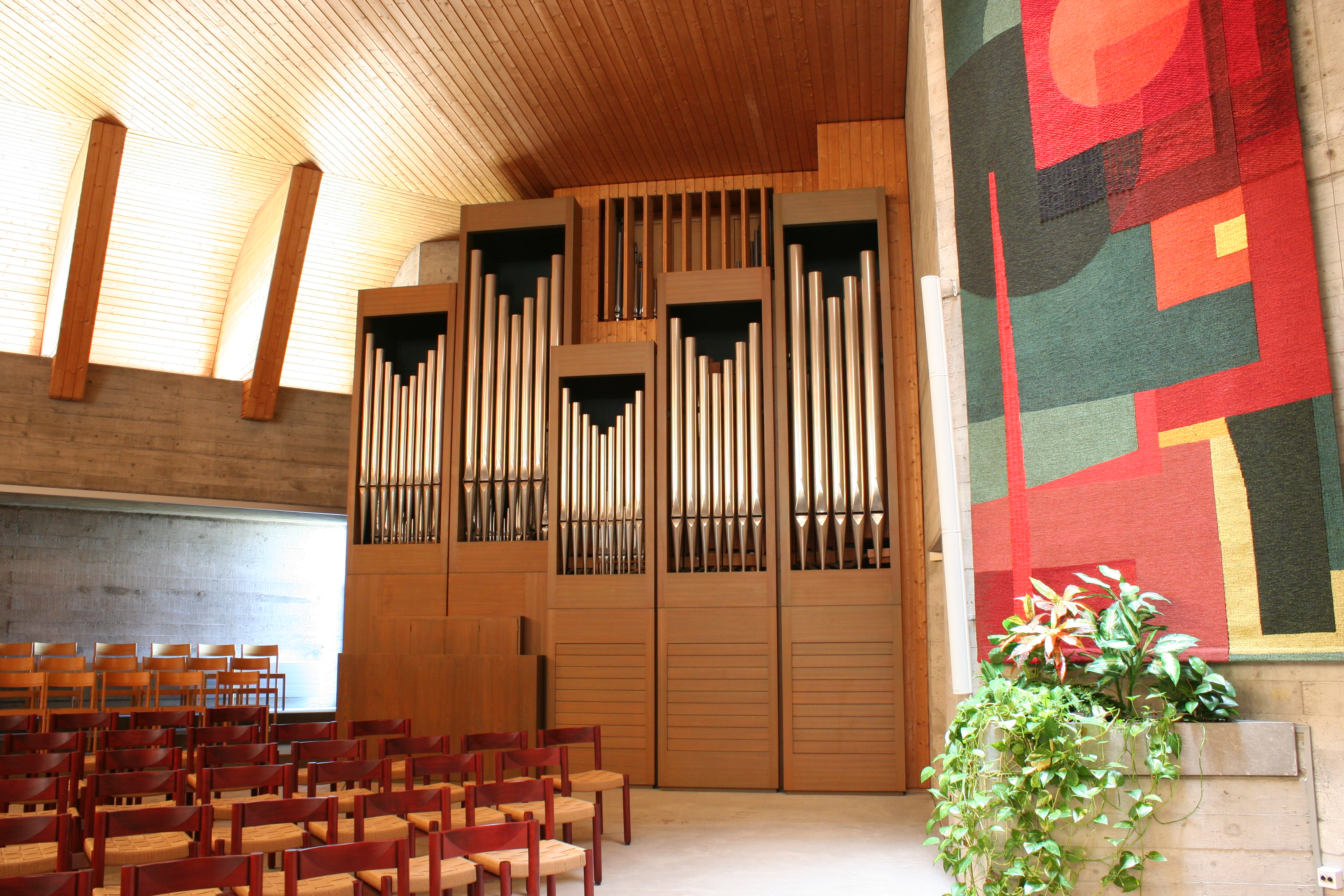
Mönch-Orgel von 1972

Die Orgel der Kirche St. Martin wurde im Jahr 1972 von der Firma X. Mönch Söhne aus Überlingen/Bodensee erbaut, heute: Mönch Orgelbau Überlingen. Seit den 1990er Jahren betreut Mark Wagenbach, Orgelbauer aus Seuzach, die Orgel. Es handelt sich um ein zweimanualiges Instrument mit Pedal, 17 Registern, mechanischer Spieltraktur, elektrischer Registerschaltung und zwei freien Kombinationen.
| I Hauptwerk C–g3 |       |
| Prinzipal        | 8′    |
| Rohrflöte        | 8′    |
| Oktav            | 4′    |
| Gemshorn         | 4'    |
| Waldflöte        | 2′    |
| Sesquialter II   |       |
| Mixtur IV        | 1 ⁄3′ |

| II Positiv C–g3 |       |
| Holzgedeckt     | 8′    |
| Spillflöte      | 4′    |
| Prinzipal       | 2′    |
| Larigot         | 1 ⁄3′ |
| Cymbel III      | 1⁄2′  |
| Cromorne        | 8′    |

| Pedal C–f1    |     |
| Subbass       | 16′ |
| Offenbass     | 8′  |
| Piffaro       | 4′  |
| Pedaltrompete | 8′  |

- Koppeln: II/I, I/P, II/P